# Renesansa
Renesansa je jedno od najkreativnijih razdoblja u književnosti i umjetnosti koje je označilo prekid sa srednjim vijekom. Vremenski se određuje od 15. stoljeća u Italiji do 17.stoljeca u ostatku Europe. Ona je jedan od najkrupnijih pokreta u kulturi zapadne Europe, koji je doveo do preokreta u znanosti, filozofiji, književnosti i likovnim umjetnostima. Italija je zemlja u kojoj je umjetnost renesanse našla svoj najviši izraz, jer je u njoj najprije došlo do razvoja gradova i gomilanja bogatstva u pojedinim građanskim obiteljima.

## Odlike renesanse
Renesansa je prvo razdoblje u povijesti umjetnosti koje je bilo svjesno svoga postojanja i koje je samo sebi iskovalo ime (franc. Renaissance = preporod). U ovom razdoblju antika je smatrana vrhuncem čovjekovih stvaralačkih snaga, pa su sve umjetnosti i znanosti koje su cvjetale u antici ponovno bile oživljene.
Usporedno s materijalnom, razvijala se i duhovna kultura koja se izrazila u sve većem interesu za antičku umjetnost. Nosioci te nove kulture bili su humanisti koji su kulturu usmjerenu prema čovjeku suprotstavljali skolastičkoj nauci i teologiji. Za talijanske humaniste središte univerzuma više nije bio Bog, nego čovjek, univerzalno obrazovani humanist, predstavnik novčane i intelektualne elite. Humanisti su skupljali i proučavali antičke rukopise, učili grčki i latinski jezik, istraživali ostatke antičke arhitekture i skulpture. Razvijena samosvijest i samopouzdanje omogućili su im da slobodno biraju uzore, koje nalaze u antici i prirodi, donose zaključke i da ih analitički obrađuju. Stvoreno je racionalno i znanstveno shvaćanje svijeta i ojačala je individualnost talijanskog i europskog građanina. Zasnovana na empirijskom doživljaju svijeta i kritičkom odnosu prema autoritetima, renesansa je oslobodila bujicu stvaralačke energije prvo u Italiji i Nizozemskoj, a zatim u Njemačkoj i Francuskoj.
Svijet u kome je stvoren renesansni umjetnik bio je mnogo složeniji od svijeta njegovih prethodnika. Umjetnik ne samo da je bio prijatelj humanista, filozofa i književnika nego je i sam bio univerzalno obrazovan i svestran stvaralac. Mnogi su bili istovremeno arhitekti, kipari, slikari, znanstvenici i pjesnici. Upućeni na prirodu, proučavali su optiku i ustanovili zakonitosti linearne i zračne perspektive. Značajan predmet proučavanja umjetnika bilo je i ljudsko tijelo, njegova anatomska struktura, zakoni pokreta i proporcije od kojih zavisi njegova ljepota, crtački stil postao je prirodniji i realističniji.
Visoka renesansa je vrijeme kada se prestaju utvrđivati gradovi jer su nastali topovi s eksplozivnim punjenjem i obrambeni zidovi postaju suvišni. Vojska izlazi iz gradova i okršaji se odvijaju na otvorenom prostoru. Jačaju monarsi koji postaju moćni, snažni, bogati i sposobni braniti teritorijalni integritet cijele države. Grade se kulturne i znanstvene institucije, knjižnice, galerije, muzeji. Razvija se znanost, posebice matematika, fizika i astronomija (Nikola Kopernik, Galileo Galilei, Giordano Bruno govore protiv geocentričnog sustava). Jačaju gradovi kao Rim, a pogotovo Venecija koja je trgovinom, ratovima, ali i demokratskim izborima među vlastelom, te zahvaljujući prevlasti na Sredozemlju postala najjačom silom u Europi. Dakako, 1500. godine, na vrhuncu moći Venecije, nitko nije slutio da je to i početak njezinog kraja jer se trgovina već prebacivala na relaciju Europa-Amerika, Kristofor Kolumbo otkrio je Ameriku 1492. godine.
Društveno-socijalna decentralizacija vlasti započinje reformom rimokatoličke crkve poznatom pod imenom protestantizam (Martin Luther 1517. godine – Wittenberg, 95 teza). Njemačka aristokracija uvelike prihvaća protestantizam i stvara autonomne, apsolutističke kneževine i vojvodstva. Svećenici mijenjaju način života, imaju svoje župe, ne grade se skupocjene crkve, ukidaju se ceremonije i prestaje se trošiti na skupocjena umjetnička djela. Biblija se prevodi na njemački jezik i postaje prva knjiga njemačke književnosti.
Tijekom 16. stoljeća "Visoka renesansa" je u Firenci nastavila producirati velike umjetnike; ali središtem talijanske umjetnosti postao je Rim, gdje su ambiciozni pape Lav X. i Julije II. slavili grad slaveći sebe. U Rimu djeluje Donato Bramante (1444. – 1514.) koji gradi Tempietto (mali hram) – građevina je malih dimenzija (visine 9 metara), kružnoga tlocrta sa šesnaest stupova, dva kata s kupolom i lanternom i apsolutno je simetrična. Po skladu i simetriji nazivaju ga "Partenonom" novoga vijeka.
U vrijeme kada se izrazito štovao subjektivizam i individualizam svakoga umjetnika, toliko da je se stvarao kult genija, umjetnici su se željeli izražavati na poseban način i pri tome ostaviti poseban dojam na promatrače djela. To je vrijeme kada je vladala ideja genijalnoga umjetnika, pojedinca nadahnutog od Boga, koji je bio uspješan u različitim vrstama umjetnosti – univerzalni čovjek (tal. uomo universale). Visoku renesansu personificiraju tri najveća umjetnika svih vremena: Leonardo da Vinci, Michelangelo i Rafael.

## Rana renesansa u Italiji
Rana Renesansa (tal. quattrocento) je prvo umjetničko razdoblje renesanse koje traje kroz cijelo 15. stoljeće.
Italija je odigrala vodeću ulogu u pojavi renesanse, i to prvenstveno grad Firenca, a zatim i Padova, Rim, Venecija … sve do početka 16. stoljeća kada se širi po cijeloj Europi. Društveno uređenje je sličilo onome u antičkoj grčkoj, bilo je prepuno gradova-država koje su se natjecale i ratovale jedna protiv druge. Ti gradovi-države razvijali su manufakturnu proizvodnju, trgovinu, zemljopisna otkrića, tiskarstvo (Gutenberg, 1440.) i znanost. Trgovanje s udaljenim krajevima ruši stare strahove od prostora i prirode kojima se sada pristupa na znanstven način (manje kroz teološke dogme), tako se razvijaju: matematika, medicina …; otvaraju se prva sveučilišta (Padova, i dr.)
Umjetnici po prvi puta bivaju cijenjeni i priznati kao stvaraoci. Renesansni čovjek priznavao je da je razdoblje klasike nepovratno mrtvo, a cilj mu je bio dostići ga i nadići. U želji da se potpuno odbaci srednji vijek i preporodi antika u Europi je počelo stvaranje modernog čovjeka.
Predstavnici rane renesanse u Italiji su: Masaccio, Donatello, Filippo Brunelleschi itd.

## Visoka renesansa u Italiji
Visoka renesansa  (ili razvijena renesansa, tal. cinquecento) je kasna faza renesanse koja se odvija do prve polovice 16. st.
Tijekom 16. stoljeća renesansa je u Firenci nastavila producirati velike umjetnike; ali centrom talijanske umjetnosti postao je Rim, gdje su ambiciozni pape Lav X. i Julije II. slavili grad slaveći sebe.
U vrijeme kada se izrazito štovao subjektivizam i individualizam svakoga umjetnika, toliko da je se stvarao kult genija, umjetnici su željeli da se izražavaju posebno i da pri tome ostavljaju poseban dojam na promatrače djela. To je vrijeme kada je vladala ideja genijalnog umjetnika, pojedinca nadahnutog od Boga, koji je bio uspješan u različitim vrstama umjetnosti – univerzalni čovjek (tal. uomo universale). Visoku renesansu personificiraju tri najveća umjetnika svih vremena: Leonardo da Vinci, Michelangelo Buonarroti i Rafael.

### Dva genija
Renesansni ideal univerzalnog čovjeka utjelovio je Leonardo da Vinci (1452. – 1519.). U njemu su znanstvena radoznalost i moćna inteligencija bile skladno spojene s ljubavlju prema prirodi i jasnim osjećajem za njene tajne. Inženjer, znanstvenik, glazbenik, slikar i kipar – Leonardo je proučavao sve, od kretanja vode do unutarnjeg sklopa ljudskoga tijela, napravio je crteže letećih strojeva, brana, zgrada, opsadnih oružja, sve nacrtano i opisano zrcalnim pismom u njegovim bilježnicama.
Na slici Sv. Ana, Bogorodica i dijete s janjetom možemo prepoznati sve karakteristike njegovog slikarstva: likovi su uvijek raspoređeni u nekom geometrijskom odnosu – piramidalna kompozicija, postupno modeliranje likova koji kao da izlaze iz neke magle (tal. sfumato), valersko slikanje uz uporabu kontrasta svijetlo-tamnog (tal.: chiaro-scuro). Leonardo je naslikao i najpoznatiju sliku na svijetu – Monu Lisu. To je čudesan portret žene koja se tajanstveno smiješi (arhajski osmijeh) ispred rastaljenog pejzaža kamenja i rijeka. Portret žene je jako idealiziran iako je nastao po stvarnom modelu i u toj ravnoteži leži tajanstvenost ove slike.
Drugi važni arhitekt cinquecenta, još slavniji kao kipar i slikar, je Michelangelo Buonarroti (1475. – 1564.). Njegov genij i njegovi veliki pothvati u svim umjetnostima učinili su ga idolom mnogih generacija umjetnika.
Monumentalnost postiže zarana već svojom skulpturom Davida koji je bio simbol slobodarske firentinske republike. Strahovita snaga i napetost zrače iz tijela ove skulpture. U svojim je djelima izražavao svoja filozofska i etička stajališta. To se najbolje vidi u njegovu ciklusu skulptura Robovi, gdje je ljudsko tijelo shvaćeno kao tamnica duha. Michelangelova umjetnost je dramatična, napeta i napadna.

## Sjevernoeuropska renesansna umjetnost
Sjevernoeuropska renesansna umjetnost je umjetnička produkcija na sjeveru Europe u 15. st., kada u Italiji renesansa uzima maha i umjetnost se budi i vraća čovjeku, na sjeveru se razvija slikarstvo neslućena sjaja prije svega u Nizozemskoj gdje se razvila silna trgovina, nastanilo blagostanje i bogatstvo, a građanstvo želi produbiti i obogatiti svoje nazore i predodžbe o svijetu.
Visoka renesansa se širi iz Rima diljem cijele Europe. Među apsolutističkim monarhijama glavnih europskih država u svom bogatstvu, raskoši, feudalnih posjeda, tuđih kmetova i opljačkanih vrijednosti, prednjače kraljevi francuskih dinastija. zahvaljujući brojnim kraljevskim brakovima francuski kraljevi polažu pravo na druge krune i druge zemlje, pa ratuju sa svima (Nizozemskom, Španjolskom, Engleskom, Napuljom …). Preko ratova u Italiji upoznaju se s renesansom i prihvaćaju je jer im omogućava gradnju palača, dvoraca, galerija, muzeja, trgova, kakvih nije bilo u gotičkoj umjetnosti sjevera. Uskoro ti utjecaji dopiru do Njemačke, Engleske, a kasnije u doba Baroka i do carske Rusije. Čak je Leonardo slikao na dvoru Luja XII.

## Venecijanska renesansa
U 15. stoljeću jačaju gradovi kao Rim, a pogotovo Venecija koja je trgovinom, ratovima, ali i demokratskim izborima među vlastelom, te zahvaljujući prevlasti na Sredozemlju postala najjačom silom u Europi. Dakako, 1500. godine, na vrhuncu moći Venecije, nitko nije slutio da je to i početak njezinog kraja jer se trgovina već prebacivala na relaciju Europa-Amerika (Kristofor Kolumbo je otkrio Ameriku 1492. godine).
Velika karakteristika venecijanske renesanse je odnos prema boji. Za razliku od "intelektualnog" slikarstva Firence i Rima, u Veneciji je nastala umjetnost u kojoj je boja važnija od linija. Predstavnici venecijanskog slikarstva: Giorgione, Giovanni Bellini, Tizian, Tintoretto, Paolo Veronese.

## Renesansa u književnosti
Cilj pokreta je oponašanje antičkih pjesnika, uspostava njihovih estetičkih ideala, ljepote, savršenstva umjetnosti. Od humanizma se razlikuje po jeziku; dok su se humanisti izražavali na latinskom jeziku, renesansni književnici to rade na narodnim. Žarište renesanse bila je Italija i to zato što su na njezinom teritoriju ostali brojni tragovi antičke tradicije s mitskim Rimom. Usto, talijanski jezik je najbliži latinskom. Renesansa je zahvatila sva područja s ostatcima antičkog svijeta i jezicima koji vuku svoj korijen iz latinskog.
Glavni žanrovi oblikovani u renesansi su:
- lirika – uz petrarkističku liriku koja je bila vrhunac pjesničkog stvaranja (zbirke posvećene samo jednoj ženi, Kanconijeri) njeguje se i religiozna lirika, bukolička poezija (za koju je karakterističan opis prirode s naglaskom na čežnji za mirnim životom u dodiru s prirodom), zabavna lirika i specifičan oblik pokladnih pjesama (maskerate). Naravno, sveukupna lirika pronalazi uzore u antici.
- ep – je kategorija uzvišenog stila, uzor je Vergilije; njegovim putem kretali su se epovi biblijskog sadržaja poput Marulićeve Judite i epovi viteških sadržaja, čiji je predstavnik Ariosto.
- dramske vrste – uzori u drami su Plaut i Terencije, a najpopularnije dramske vrste su pastorale.
- roman – razvijaju se tri tipa romana: viteški, pastirski i pikarski. Viteški potječe iz srednjeg vijeka, a karakterizira ga heroj koji ruši sve zapreke na putu do cilja, do kojeg uvijek dolazi. Pastirski roman utemeljio je Jaccopo Sannazzaro (Arcadia, 16. stoljeće), a u Hrvatskoj se ističe Petar Zoranić s romanom Planine. Pastirski roman opisuje ljubavne zgode pastira u idiličnoj prirodi. Pikarski roman opisuje proboj simpatične varalice, čovjeka s dna društvene ljestvice.

## Renesansni književnici
Talijanski pjesnik Lodovico Ariosto autor je glasovitog renesansnog epa Bijesni Orlando, koji je zamišljen kao nastavak nedovršena Boiardova spjeva Zaljubljeni Orlando. U Bijesnom Orlandu Ariosto oživljava fantastičan viteški svijet. Francuski književnik, redovnik i liječnik Francois Rabelais u proznom djelu Gargantua i Pantagruel (1532. – 1564.) u 5 svezaka opisuje doživljaje i podvige porodice divova poznate iz srednjovjekovne literature i pučke predaje. Ciklus je preteča romana u modernom smislu, te izraz novog, humanističkog pogleda na svijet. Sinteza je komičnih i grotesknih književnih postupaka i tradicija poznatih do toga vremena. Španjolski pripovjedač Miguel Cervantes je svojim najznačajnijim djelom, viteškim romanom Bistri vitez Don Quijote od Manche započeo tradiciju romana u modernom smislu. Don Quijotea je napisao u zatvoru.

## Renesansa u glazbi
Renesansa u glazbi je razdoblje u povijesti europske glazbe 15. i 16. stoljeća čije su bitne stilske značajke sadržane u djelima tzv. franko-flamanske škole. Ta je "škola" utjecala na nastanak rimskog i venecijanskog polifonog stila potičući i stvaranje istovrsne glazbe nac. obilježja u Njemačkoj, Engleskoj i Španjolskoj. Glazbeno je stvaralaštvo bilo usmjereno prema stvaranju vokalnih djela u središtu kojih su bili madrigal, motet i misa, a temeljna značajka stvaralačkog napora je nastojanje za razumljivošću i važnošću teksta u katoličkom, te za pravilnošću deklamacije u protestantskom bogoslužju. Od posebnog su značenja bili pokušaji oponašanja starogrčke glazbe u dramatski obilježenim djelima. To je s jedne strane dovelo do opernih pokušaja, a s druge do razvitka monodije i generalbasa. Povremeno se nazire osamostaljivanje instrumentalne glazbe, što će preuzeti i razviti glazbeni barok.